# Juja
Juja eller Yuya, fl. ca 1410–1360 f.Kr., var en adelsman och far till drottning Tiye i Egypten under den artonde dynastin i tiden för Nya riket.
Juja fick tillsammans med Tuja dottern Tiye som blev drottning till farao Amenhotep III.
Juja blev ca 50 till 60 år gammal, och hans mumie hittades 1905 i KV46 i Konungarnas dal där han var begravt tillsammans med Tuja.